# Playboi Carti/Auszeichnungen für Musikverkäufe

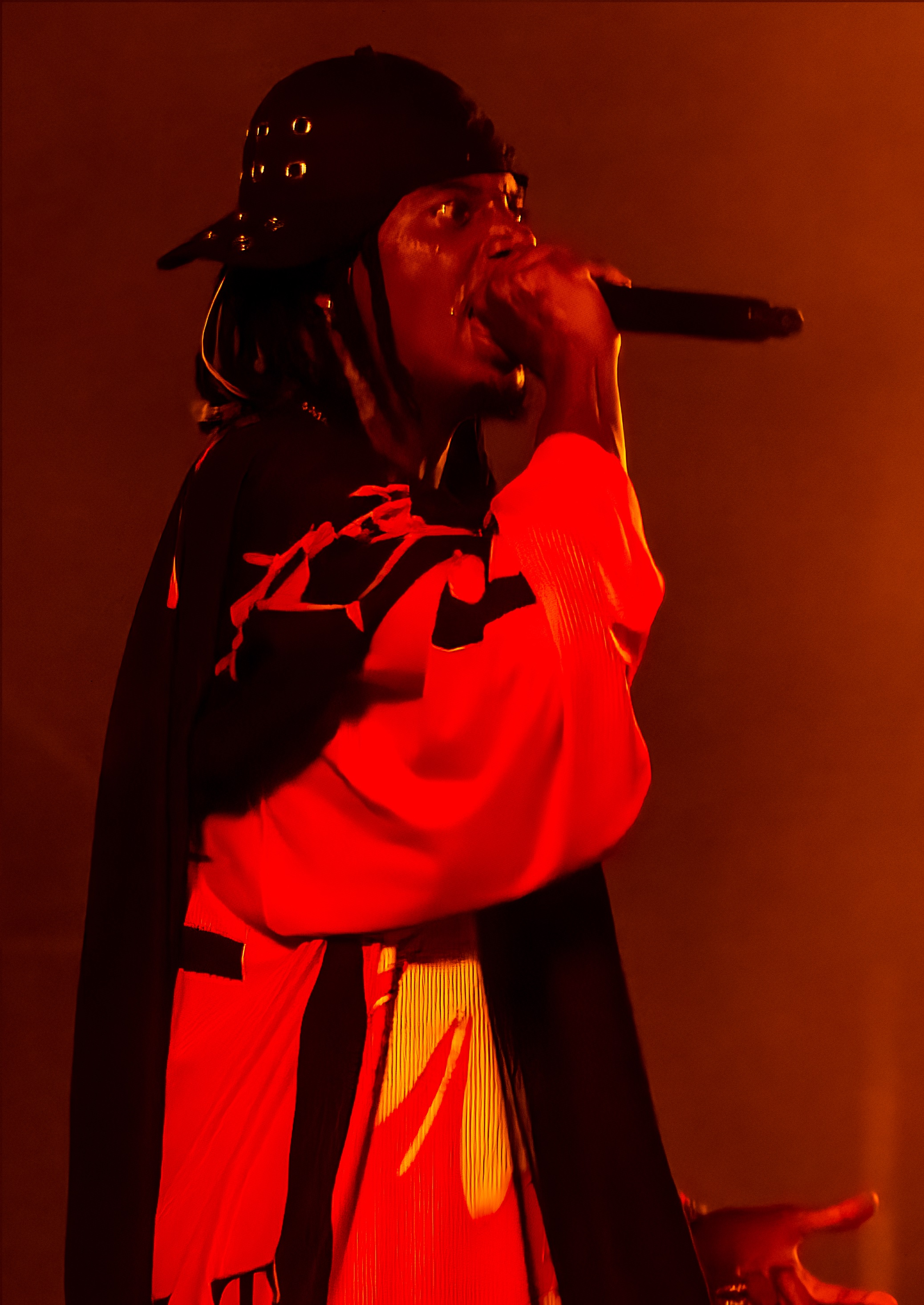
Playboi Carti (2024)

Dies ist eine Übersicht über die Auszeichnungen für Musikverkäufe des US-amerikanischen Rappers Playboi Carti. Die Auszeichnungen finden sich nach ihrer Art (Gold, Platin usw.), nach Staaten getrennt in chronologischer Reihenfolge, geordnet sowie nach den Tonträgern selbst, ebenfalls in chronologischer Reihenfolge, getrennt nach Medium (Alben, Singles usw.), wieder.

## Auszeichnungen
| - Vereinigtes Königreich - 2022: für die Single Woke Up Like This - 2022: für das Lied Shoota - 2023: für die Single Miss the Rage - 2023: für das Lied Baguettes in the Face - 2024: für das Lied Location - 2024: für das Lied Off the Grid - 2024: für die Single Type Shit - 2025: für das Album Music - Australien - 2019: für die Single RAF - 2023: für die Single Summer Bummer - 2024: für die Single Type Shit - Belgien - 2024: für die Single Popular - 2024: für die Single Carnival - 2025: für die Single Timeless - 2025: für die Single Type Shit - Brasilien - 2024: für das Lied Off the Grid - 2024: für das Lied Baguettes in the Face - 2024: für das Lied Fell in Luv - 2024: für die Single Magnolia - 2025: für die Single All Red - Dänemark - 2022: für das Album Playboi Carti - 2023: für das Album Whole Lotta Red - 2023: für die Single Magnolia - 2024: für das Lied Fe!n - 2025: für die Single Carnival - 2025: für die Single Timeless - Deutschland - 2024: für die Single Popular - 2024: für das Lied Fe!n - Frankreich - 2024: für die Single Magnolia - 2024: für das Lied Sky - Griechenland - 2024: für die Single Carnival - Italien - 2024: für die Single Carnival - Kanada - 2017: für die Single Woke Up Like This - 2021: für das Lied Off the Grid - Neuseeland - 2024: für die Single Carnival - 2025: für das Album Music - Österreich - 2024: für die Single Type Shit - Polen - 2023: für die Single Miss the Rage - 2023: für das Lied Vamp Anthem - 2023: für das Lied R.I.P. - 2024: für das Lied Stop Breathing - 2024: für das Album Playboi Carti - 2024: für das Lied Shoota - 2024: für das Lied ILoveUIHateU - 2024: für das Lied Off the Grid - 2024: für das Lied Rockstar Made - 2024: für die Single Woke Up Like This - 2024: für die Single I Luv It - 2024: für das Lied Location - 2024: für das Lied Fell In Luv - 2024: für die Single Timeless - 2024: für die Single On That Time - Portugal - 2020: für die Single Magnolia - 2022: für das Lied Sky - Schweden - 2024: für das Lied Fe!n - Schweiz - 2024: für die Single Type Shit - 2024: für die Single Timeless - Spanien - 2024: für die Single Popular - 2024: für das Lied Fe!n - 2025: für die Single Timeless - Südafrika - 2024: für die Single Type Shit - Ungarn - 2023: für das Lied Fe!n - Vereinigte Staaten - 2019: für das Lied New Choppa - 2019: für das Album Die Lit - 2020: für das Lied Lookin’ - 2020: für das Lied Same Yung Nigga - 2020: für das Lied Telephone Calls - 2021: für die Single Summer Bummer - 2022: für das Album Whole Lotta Red - 2022: für das Lied Walk On Water - 2022: für das Lied Frat Rules - 2024: für das Lied Flex Up - Vereinigtes Königreich - 2023: für das Album Die Lit - 2023: für die Single Magnolia - 2024: für das Album Whole Lotta Red - 2024: für das Lied Pain 1993 - 2024: für das Lied Sky - 2025: für die Single Carnival - 2025: für das Album Playboi Carti - Zentralamerika - 2025: für die Single Timeless | - Belgien - 2024: für das Lied Fe!n - Brasilien - 2024: für das Lied Pain 1993 - 2024: für das Lied Shoota - 2025: für die Single I Luv It - Dänemark - 2024: für die Single Popular - Frankreich - 2024: für das Lied Fe!n - 2024: für die Single Popular - 2025: für die Single Timeless - Griechenland - 2025: für die Single Type Shit - Italien - 2024: für das Lied Fe!n - 2024: für die Single Popular - Mexiko - 2025: für das Lied Fe!n - Neuseeland - 2021: für die Single Woke Up Like This - 2023: für das Album Playboi Carti - 2023: für das Album Die Lit - 2024: für das Lied Fe!n - 2024: für das Album Whole Lotta Red - 2025: für die Single Timeless - Polen - 2024: für die Single Popular - 2024: für die Single Magnolia - 2024: für das Album Die Lit - 2024: für die Single Type Shit - Portugal - 2024: für die Single Popular - Schweiz - 2024: für das Lied Fe!n - Vereinigte Staaten - 2019: für das Lied Shoota - 2020: für das Album Playboi Carti - 2020: für das Lied Baguettes in the Face - 2020: für das Lied RAF - 2021: für die Single Miss the Rage - 2022: für das Lied Get Dripped - 2022: für das Lied Off the Grid - 2024: für die Single Popular - Vereinigtes Königreich - 2024: für die Single Popular - 2025: für das Lied Fe!n - 2025: für die Single Timeless - Zentralamerika - 2025: für die Single Popular | - Australien - 2024: für das Lied Fe!n - Brasilien - 2024: für die Single Miss the Rage - 2025: für die Single Timeless - Griechenland - 2024: für die Single Popular - 2024: für das Lied Fe!n - 2025: für die Single Timeless - Kanada - 2018: für die Single Magnolia - 2023: für die Single Miss the Rage - 2024: für die Single Type Shit - 2025: für die Single Timeless - Neuseeland - 2024: für die Single Popular - 2024: für die Single Magnolia - Polen - 2024: für das Album Whole Lotta Red - 2024: für das Lied Sky - 2024: für das Lied Fe!n - Portugal - 2024: für das Lied Fe!n - 2025: für die Single Timeless - Vereinigte Staaten - 2019: für die Single Woke Up Like This - 2024: für die Single Carnival - Australien - 2024: für die Single Popular - 2025: für die Single Timeless - Brasilien - 2024: für das Lied Sky - Vereinigte Staaten - 2019: für die Single Magnolia - Kanada - 2024: für das Lied Fe!n - Vereinigte Staaten - 2025: für das Lied Fe!n - Brasilien - 2024: für die Single Popular - 2024: für das Lied Fe!n |

## Auszeichnungen nach Alben

### Playboi Carti
| Land/Region                  | Auszeichnungen für Musikverkäufe (Land/Region, Auszeichnung, Verkäufe) | Verkäufe  |
| ---------------------------- | ---------------------------------------------------------------------- | --------- |
| Dänemark (IFPI)              | Gold                                                                   | 10.000    |
| Neuseeland (RMNZ)            | Platin                                                                 | 15.000    |
| Polen (ZPAV)                 | Gold                                                                   | 10.000    |
| Vereinigte Staaten (RIAA)    | Platin                                                                 | 1.000.000 |
| Vereinigtes Königreich (BPI) | Gold                                                                   | 100.000   |
| Insgesamt                    | 3× Gold · 2× Platin ·                                                  | 1.135.000 |

### Die Lit
| Land/Region                  | Auszeichnungen für Musikverkäufe (Land/Region, Auszeichnung, Verkäufe) | Verkäufe |
| ---------------------------- | ---------------------------------------------------------------------- | -------- |
| Neuseeland (RMNZ)            | Platin                                                                 | 15.000   |
| Polen (ZPAV)                 | Platin                                                                 | 20.000   |
| Vereinigte Staaten (RIAA)    | Gold                                                                   | 500.000  |
| Vereinigtes Königreich (BPI) | Gold                                                                   | 100.000  |
| Insgesamt                    | 2× Gold · 2× Platin ·                                                  | 635.000  |

### Whole Lotta Red
| Land/Region                  | Auszeichnungen für Musikverkäufe (Land/Region, Auszeichnung, Verkäufe) | Verkäufe |
| ---------------------------- | ---------------------------------------------------------------------- | -------- |
| Dänemark (IFPI)              | Gold                                                                   | 10.000   |
| Neuseeland (RMNZ)            | Platin                                                                 | 15.000   |
| Polen (ZPAV)                 | 2× Platin                                                              | 40.000   |
| Vereinigte Staaten (RIAA)    | Gold                                                                   | 500.000  |
| Vereinigtes Königreich (BPI) | Gold                                                                   | 100.000  |
| Insgesamt                    | 3× Gold · 3× Platin ·                                                  | 665.000  |

### Music
| Land/Region                  | Auszeichnungen für Musikverkäufe (Land/Region, Auszeichnung, Verkäufe) | Verkäufe |
| ---------------------------- | ---------------------------------------------------------------------- | -------- |
| Neuseeland (RMNZ)            | Gold                                                                   | 7.500    |
| Vereinigtes Königreich (BPI) | Silber                                                                 | 60.000   |
| Insgesamt                    | 1× Silber · 1× Gold ·                                                  | 67.500   |

## Auszeichnungen nach Singles

### Telephone Calls
| Land/Region               | Auszeichnungen für Musikverkäufe (Land/Region, Auszeichnung, Verkäufe) | Verkäufe |
| ------------------------- | ---------------------------------------------------------------------- | -------- |
| Vereinigte Staaten (RIAA) | Gold                                                                   | 500.000  |
| Insgesamt                 | 1× Gold ·                                                              | 500.000  |

### RAF
| Land/Region               | Auszeichnungen für Musikverkäufe (Land/Region, Auszeichnung, Verkäufe) | Verkäufe  |
| ------------------------- | ---------------------------------------------------------------------- | --------- |
| Australien (ARIA)         | Gold                                                                   | 35.000    |
| Vereinigte Staaten (RIAA) | Platin                                                                 | 1.000.000 |
| Insgesamt                 | 1× Gold · 1× Platin ·                                                  | 1.035.000 |

### Walk On Water
| Land/Region               | Auszeichnungen für Musikverkäufe (Land/Region, Auszeichnung, Verkäufe) | Verkäufe |
| ------------------------- | ---------------------------------------------------------------------- | -------- |
| Vereinigte Staaten (RIAA) | Gold                                                                   | 500.000  |
| Insgesamt                 | 1× Gold ·                                                              | 500.000  |

### Frat Rules
| Land/Region               | Auszeichnungen für Musikverkäufe (Land/Region, Auszeichnung, Verkäufe) | Verkäufe |
| ------------------------- | ---------------------------------------------------------------------- | -------- |
| Vereinigte Staaten (RIAA) | Gold                                                                   | 500.000  |
| Insgesamt                 | 1× Gold ·                                                              | 500.000  |

### Woke Up Like This
| Land/Region                  | Auszeichnungen für Musikverkäufe (Land/Region, Auszeichnung, Verkäufe) | Verkäufe  |
| ---------------------------- | ---------------------------------------------------------------------- | --------- |
| Kanada (MC)                  | Gold                                                                   | 40.000    |
| Neuseeland (RMNZ)            | Platin                                                                 | 30.000    |
| Polen (ZPAV)                 | Gold                                                                   | 25.000    |
| Vereinigte Staaten (RIAA)    | 2× Platin                                                              | 2.000.000 |
| Vereinigtes Königreich (BPI) | Silber                                                                 | 200.000   |
| Insgesamt                    | 1× Silber · 2× Gold · 3× Platin ·                                      | 2.295.000 |

### Magnolia
| Land/Region                  | Auszeichnungen für Musikverkäufe (Land/Region, Auszeichnung, Verkäufe) | Verkäufe  |
| ---------------------------- | ---------------------------------------------------------------------- | --------- |
| Brasilien (PMB)              | Gold                                                                   | 20.000    |
| Dänemark (IFPI)              | Gold                                                                   | 45.000    |
| Frankreich (SNEP)            | Gold                                                                   | 100.000   |
| Kanada (MC)                  | 2× Platin                                                              | 160.000   |
| Neuseeland (RMNZ)            | 2× Platin                                                              | 60.000    |
| Polen (ZPAV)                 | Platin                                                                 | 50.000    |
| Portugal (AFP)               | Gold                                                                   | 5.000     |
| Vereinigte Staaten (RIAA)    | 3× Platin                                                              | 3.000.000 |
| Vereinigtes Königreich (BPI) | Gold                                                                   | 400.000   |
| Insgesamt                    | 5× Gold · 8× Platin ·                                                  | 3.840.000 |

### Summer Bummer
| Land/Region               | Auszeichnungen für Musikverkäufe (Land/Region, Auszeichnung, Verkäufe) | Verkäufe |
| ------------------------- | ---------------------------------------------------------------------- | -------- |
| Australien (ARIA)         | Gold                                                                   | 35.000   |
| Vereinigte Staaten (RIAA) | Gold                                                                   | 500.000  |
| Insgesamt                 | 2× Gold ·                                                              | 535.000  |

### Miss the Rage
| Land/Region                  | Auszeichnungen für Musikverkäufe (Land/Region, Auszeichnung, Verkäufe) | Verkäufe  |
| ---------------------------- | ---------------------------------------------------------------------- | --------- |
| Brasilien (PMB)              | 2× Platin                                                              | 80.000    |
| Kanada (MC)                  | 2× Platin                                                              | 160.000   |
| Polen (ZPAV)                 | Gold                                                                   | 25.000    |
| Vereinigte Staaten (RIAA)    | Platin                                                                 | 1.000.000 |
| Vereinigtes Königreich (BPI) | Silber                                                                 | 200.000   |
| Insgesamt                    | 1× Silber · 1× Gold · 5× Platin ·                                      | 1.465.000 |

### Popular
| Land/Region                  | Auszeichnungen für Musikverkäufe (Land/Region, Auszeichnung, Verkäufe) | Verkäufe  |
| ---------------------------- | ---------------------------------------------------------------------- | --------- |
| Australien (ARIA)            | 3× Platin                                                              | 210.000   |
| Belgien (BRMA)               | Gold                                                                   | 20.000    |
| Brasilien (PMB)              | Diamant                                                                | 160.000   |
| Dänemark (IFPI)              | Platin                                                                 | 90.000    |
| Deutschland (BVMI)           | Gold                                                                   | 300.000   |
| Frankreich (SNEP)            | Platin                                                                 | 200.000   |
| Griechenland (IFPI)          | 2× Platin                                                              | 40.000    |
| Italien (FIMI)               | Platin                                                                 | 100.000   |
| Neuseeland (RMNZ)            | 2× Platin                                                              | 60.000    |
| Polen (ZPAV)                 | Platin                                                                 | 50.000    |
| Portugal (AFP)               | Platin                                                                 | 10.000    |
| Spanien (Promusicae)         | Gold                                                                   | 30.000    |
| Vereinigte Staaten (RIAA)    | Platin                                                                 | 1.000.000 |
| Vereinigtes Königreich (BPI) | Platin                                                                 | 600.000   |
| Zentralamerika (CFC)         | Platin                                                                 | 70.000    |
| Insgesamt                    | 3× Gold · 15× Platin · 1× Diamant ·                                    | 2.940.000 |

### Carnival
| Land/Region                  | Auszeichnungen für Musikverkäufe (Land/Region, Auszeichnung, Verkäufe) | Verkäufe  |
| ---------------------------- | ---------------------------------------------------------------------- | --------- |
| Belgien (BRMA)               | Gold                                                                   | 20.000    |
| Dänemark (IFPI)              | Gold                                                                   | 45.000    |
| Griechenland (IFPI)          | Gold                                                                   | 10.000    |
| Italien (FIMI)               | Gold                                                                   | 50.000    |
| Neuseeland (RMNZ)            | Gold                                                                   | 15.000    |
| Vereinigte Staaten (RIAA)    | 2× Platin                                                              | 2.000.000 |
| Vereinigtes Königreich (BPI) | Gold                                                                   | 400.000   |
| Insgesamt                    | 6× Gold · 2× Platin ·                                                  | 2.540.000 |

### Type Shit
| Land/Region                  | Auszeichnungen für Musikverkäufe (Land/Region, Auszeichnung, Verkäufe) | Verkäufe |
| ---------------------------- | ---------------------------------------------------------------------- | -------- |
| Australien (ARIA)            | Gold                                                                   | 35.000   |
| Belgien (BRMA)               | Gold                                                                   | 20.000   |
| Griechenland (IFPI)          | Platin                                                                 | 20.000   |
| Kanada (MC)                  | 2× Platin                                                              | 160.000  |
| Österreich (IFPI)            | Gold                                                                   | 15.000   |
| Polen (ZPAV)                 | Platin                                                                 | 50.000   |
| Schweiz (IFPI)               | Gold                                                                   | 15.000   |
| Südafrika (RISA)             | Gold                                                                   | 20.000   |
| Vereinigtes Königreich (BPI) | Silber                                                                 | 200.000  |
| Insgesamt                    | 1× Silber · 5× Gold · 4× Platin ·                                      | 535.000  |

### I Luv It
| Land/Region     | Auszeichnungen für Musikverkäufe (Land/Region, Auszeichnung, Verkäufe) | Verkäufe |
| --------------- | ---------------------------------------------------------------------- | -------- |
| Brasilien (PMB) | Platin                                                                 | 40.000   |
| Polen (ZPAV)    | Gold                                                                   | 25.000   |
| Insgesamt       | 1× Gold · 1× Platin ·                                                  | 65.000   |

### Timeless
| Land/Region                  | Auszeichnungen für Musikverkäufe (Land/Region, Auszeichnung, Verkäufe) | Verkäufe  |
| ---------------------------- | ---------------------------------------------------------------------- | --------- |
| Australien (ARIA)            | 3× Platin                                                              | 210.000   |
| Belgien (BRMA)               | Gold                                                                   | 20.000    |
| Brasilien (PMB)              | 2× Platin                                                              | 80.000    |
| Dänemark (IFPI)              | Gold                                                                   | 45.000    |
| Frankreich (SNEP)            | Platin                                                                 | 200.000   |
| Griechenland (IFPI)          | 2× Platin                                                              | 40.000    |
| Kanada (MC)                  | 2× Platin                                                              | 160.000   |
| Neuseeland (RMNZ)            | Platin                                                                 | 30.000    |
| Polen (ZPAV)                 | Gold                                                                   | 25.000    |
| Portugal (AFP)               | 2× Platin                                                              | 20.000    |
| Schweiz (IFPI)               | Gold                                                                   | 15.000    |
| Spanien (Promusicae)         | Gold                                                                   | 30.000    |
| Vereinigtes Königreich (BPI) | Platin                                                                 | 600.000   |
| Zentralamerika (CFC)         | Gold                                                                   | 35.000    |
| Insgesamt                    | 6× Gold · 14× Platin ·                                                 | 1.510.000 |

### All Red
| Land/Region     | Auszeichnungen für Musikverkäufe (Land/Region, Auszeichnung, Verkäufe) | Verkäufe |
| --------------- | ---------------------------------------------------------------------- | -------- |
| Brasilien (PMB) | Gold                                                                   | 20.000   |
| Insgesamt       | 1× Gold ·                                                              | 20.000   |

## Auszeichnungen nach Liedern

### Lookin’
| Land/Region               | Auszeichnungen für Musikverkäufe (Land/Region, Auszeichnung, Verkäufe) | Verkäufe |
| ------------------------- | ---------------------------------------------------------------------- | -------- |
| Vereinigte Staaten (RIAA) | Gold                                                                   | 500.000  |
| Insgesamt                 | 1× Gold ·                                                              | 500.000  |

### Shoota
| Land/Region                  | Auszeichnungen für Musikverkäufe (Land/Region, Auszeichnung, Verkäufe) | Verkäufe  |
| ---------------------------- | ---------------------------------------------------------------------- | --------- |
| Brasilien (PMB)              | Platin                                                                 | 40.000    |
| Polen (ZPAV)                 | Gold                                                                   | 25.000    |
| Vereinigte Staaten (RIAA)    | Platin                                                                 | 1.000.000 |
| Vereinigtes Königreich (BPI) | Silber                                                                 | 200.000   |
| Insgesamt                    | 1× Silber · 1× Gold · 2× Platin ·                                      | 1.265.000 |

### Location
| Land/Region                  | Auszeichnungen für Musikverkäufe (Land/Region, Auszeichnung, Verkäufe) | Verkäufe |
| ---------------------------- | ---------------------------------------------------------------------- | -------- |
| Polen (ZPAV)                 | Gold                                                                   | 25.000   |
| Vereinigtes Königreich (BPI) | Silber                                                                 | 200.000  |
| Insgesamt                    | 1× Silber · 1× Gold ·                                                  | 225.000  |

### New Choppa
| Land/Region               | Auszeichnungen für Musikverkäufe (Land/Region, Auszeichnung, Verkäufe) | Verkäufe |
| ------------------------- | ---------------------------------------------------------------------- | -------- |
| Vereinigte Staaten (RIAA) | Gold                                                                   | 500.000  |
| Insgesamt                 | 1× Gold ·                                                              | 500.000  |

### Fell in Luv
| Land/Region     | Auszeichnungen für Musikverkäufe (Land/Region, Auszeichnung, Verkäufe) | Verkäufe |
| --------------- | ---------------------------------------------------------------------- | -------- |
| Brasilien (PMB) | Gold                                                                   | 20.000   |
| Polen (ZPAV)    | Gold                                                                   | 25.000   |
| Insgesamt       | 2× Gold ·                                                              | 45.000   |

### R.I.P.
| Land/Region  | Auszeichnungen für Musikverkäufe (Land/Region, Auszeichnung, Verkäufe) | Verkäufe |
| ------------ | ---------------------------------------------------------------------- | -------- |
| Polen (ZPAV) | Gold                                                                   | 25.000   |
| Insgesamt    | 1× Gold ·                                                              | 25.000   |

### Get Dripped
| Land/Region               | Auszeichnungen für Musikverkäufe (Land/Region, Auszeichnung, Verkäufe) | Verkäufe  |
| ------------------------- | ---------------------------------------------------------------------- | --------- |
| Vereinigte Staaten (RIAA) | Platin                                                                 | 1.000.000 |
| Insgesamt                 | 1× Platin ·                                                            | 1.000.000 |

### Same Yung Nigga
| Land/Region               | Auszeichnungen für Musikverkäufe (Land/Region, Auszeichnung, Verkäufe) | Verkäufe |
| ------------------------- | ---------------------------------------------------------------------- | -------- |
| Vereinigte Staaten (RIAA) | Gold                                                                   | 500.000  |
| Insgesamt                 | 1× Gold ·                                                              | 500.000  |

### Baguettes in the Face
| Land/Region                  | Auszeichnungen für Musikverkäufe (Land/Region, Auszeichnung, Verkäufe) | Verkäufe  |
| ---------------------------- | ---------------------------------------------------------------------- | --------- |
| Brasilien (PMB)              | Gold                                                                   | 20.000    |
| Vereinigte Staaten (RIAA)    | Platin                                                                 | 1.000.000 |
| Vereinigtes Königreich (BPI) | Silber                                                                 | 200.000   |
| Insgesamt                    | 1× Silber · 1× Gold · 1× Platin ·                                      | 1.220.000 |

### Pain 1993
| Land/Region                  | Auszeichnungen für Musikverkäufe (Land/Region, Auszeichnung, Verkäufe) | Verkäufe |
| ---------------------------- | ---------------------------------------------------------------------- | -------- |
| Brasilien (PMB)              | Platin                                                                 | 40.000   |
| Vereinigtes Königreich (BPI) | Silber                                                                 | 200.000  |
| Insgesamt                    | 1× Silber · 1× Platin ·                                                | 240.000  |

### Flex Up
| Land/Region               | Auszeichnungen für Musikverkäufe (Land/Region, Auszeichnung, Verkäufe) | Verkäufe |
| ------------------------- | ---------------------------------------------------------------------- | -------- |
| Vereinigte Staaten (RIAA) | Gold                                                                   | 500.000  |
| Insgesamt                 | 1× Gold ·                                                              | 500.000  |

### Vamp Anthem
| Land/Region  | Auszeichnungen für Musikverkäufe (Land/Region, Auszeichnung, Verkäufe) | Verkäufe |
| ------------ | ---------------------------------------------------------------------- | -------- |
| Polen (ZPAV) | Gold                                                                   | 25.000   |
| Insgesamt    | 1× Gold ·                                                              | 25.000   |

### Sky
| Land/Region                  | Auszeichnungen für Musikverkäufe (Land/Region, Auszeichnung, Verkäufe) | Verkäufe |
| ---------------------------- | ---------------------------------------------------------------------- | -------- |
| Brasilien (PMB)              | 3× Platin                                                              | 120.000  |
| Frankreich (SNEP)            | Gold                                                                   | 100.000  |
| Polen (ZPAV)                 | 2× Platin                                                              | 100.000  |
| Portugal (AFP)               | Gold                                                                   | 5.000    |
| Vereinigtes Königreich (BPI) | Gold                                                                   | 400.000  |
| Insgesamt                    | 3× Gold · 5× Platin ·                                                  | 725.000  |

### Stop Breathing
| Land/Region  | Auszeichnungen für Musikverkäufe (Land/Region, Auszeichnung, Verkäufe) | Verkäufe |
| ------------ | ---------------------------------------------------------------------- | -------- |
| Polen (ZPAV) | Gold                                                                   | 25.000   |
| Insgesamt    | 1× Gold ·                                                              | 25.000   |

### ILoveUIHateU
| Land/Region  | Auszeichnungen für Musikverkäufe (Land/Region, Auszeichnung, Verkäufe) | Verkäufe |
| ------------ | ---------------------------------------------------------------------- | -------- |
| Polen (ZPAV) | Gold                                                                   | 25.000   |
| Insgesamt    | 1× Gold ·                                                              | 25.000   |

### Rockstar Made
| Land/Region  | Auszeichnungen für Musikverkäufe (Land/Region, Auszeichnung, Verkäufe) | Verkäufe |
| ------------ | ---------------------------------------------------------------------- | -------- |
| Polen (ZPAV) | Gold                                                                   | 25.000   |
| Insgesamt    | 1× Gold ·                                                              | 25.000   |

### On That Time
| Land/Region  | Auszeichnungen für Musikverkäufe (Land/Region, Auszeichnung, Verkäufe) | Verkäufe |
| ------------ | ---------------------------------------------------------------------- | -------- |
| Polen (ZPAV) | Gold                                                                   | 25.000   |
| Insgesamt    | 1× Gold ·                                                              | 25.000   |

### Off the Grid
| Land/Region                  | Auszeichnungen für Musikverkäufe (Land/Region, Auszeichnung, Verkäufe) | Verkäufe  |
| ---------------------------- | ---------------------------------------------------------------------- | --------- |
| Brasilien (PMB)              | Gold                                                                   | 20.000    |
| Kanada (MC)                  | Gold                                                                   | 40.000    |
| Polen (ZPAV)                 | Gold                                                                   | 25.000    |
| Vereinigte Staaten (RIAA)    | Platin                                                                 | 1.000.000 |
| Vereinigtes Königreich (BPI) | Silber                                                                 | 200.000   |
| Insgesamt                    | 1× Silber · 3× Gold · 1× Platin ·                                      | 1.285.000 |

### Fe!n
| Land/Region                  | Auszeichnungen für Musikverkäufe (Land/Region, Auszeichnung, Verkäufe) | Verkäufe  |
| ---------------------------- | ---------------------------------------------------------------------- | --------- |
| Australien (ARIA)            | 2× Platin                                                              | 140.000   |
| Belgien (BRMA)               | Platin                                                                 | 40.000    |
| Brasilien (PMB)              | Diamant                                                                | 160.000   |
| Dänemark (IFPI)              | Gold                                                                   | 45.000    |
| Deutschland (BVMI)           | Gold                                                                   | 300.000   |
| Frankreich (SNEP)            | Platin                                                                 | 200.000   |
| Griechenland (IFPI)          | 2× Platin                                                              | 40.000    |
| Italien (FIMI)               | Platin                                                                 | 100.000   |
| Kanada (MC)                  | 4× Platin                                                              | 320.000   |
| Mexiko (AMPROFON)            | Platin                                                                 | 140.000   |
| Neuseeland (RMNZ)            | Platin                                                                 | 30.000    |
| Polen (ZPAV)                 | 2× Platin                                                              | 100.000   |
| Portugal (AFP)               | 2× Platin                                                              | 20.000    |
| Schweden (IFPI)              | Gold                                                                   | 60.000    |
| Schweiz (IFPI)               | Platin                                                                 | 30.000    |
| Spanien (Promusicae)         | Gold                                                                   | 30.000    |
| Ungarn (MAHASZ)              | Gold                                                                   | 2.000     |
| Vereinigte Staaten (RIAA)    | 4× Platin                                                              | 4.000.000 |
| Vereinigtes Königreich (BPI) | Platin                                                                 | 600.000   |
| Insgesamt                    | 5× Gold · 23× Platin · 1× Diamant ·                                    | 6.357.000 |

## Statistik und Quellen
| Land/RegionAuszeichnungen für Musikverkäufe (Land/Region, Auszeichnungen, Verkäufe, Quellen) | Silber     | Gold       | Platin       | Diamant     | Verkäufe   | Quellen              |
| -------------------------------------------------------------------------------------------- | ---------- | ---------- | ------------ | ----------- | ---------- | -------------------- |
| Australien (ARIA)                                                                            | —          | 3× Gold3   | 8× Platin8   | —           | 665.000    | aria.com.au          |
| Belgien (BRMA)                                                                               | —          | 4× Gold4   | Platin1      | —           | 120.000    | ultratop.be          |
| Brasilien (PMB)                                                                              | —          | 5× Gold5   | 10× Platin10 | 2× Diamant2 | 820.000    | pro-musicabr.org.br  |
| Dänemark (IFPI)                                                                              | —          | 6× Gold6   | Platin1      | —           | 290.000    | ifpi.dk              |
| Deutschland (BVMI)                                                                           | —          | 2× Gold2   | —            | —           | 600.000    | musikindustrie.de    |
| Frankreich (SNEP)                                                                            | —          | 2× Gold2   | 3× Platin3   | —           | 800.000    | snepmusique.com      |
| Griechenland (IFPI)                                                                          | —          | Gold1      | 7× Platin7   | —           | 150.000    | Einzelnachweise      |
| Italien (FIMI)                                                                               | —          | Gold1      | 2× Platin2   | —           | 250.000    | fimi.it              |
| Kanada (MC)                                                                                  | —          | 2× Gold2   | 12× Platin12 | —           | 1.040.000  | musiccanada.com      |
| Mexiko (AMPROFON)                                                                            | —          | —          | Platin1      | —           | 140.000    | amprofon.com.mx      |
| Neuseeland (RMNZ)                                                                            | —          | 2× Gold2   | 10× Platin10 | —           | 277.500    | radioscope.co.nz NZ2 |
| Österreich (IFPI)                                                                            | —          | Gold1      | —            | —           | 15.000     | ifpi.at              |
| Polen (ZPAV)                                                                                 | —          | 15× Gold15 | 10× Platin10 | —           | 770.000    | olis.pl              |
| Portugal (AFP)                                                                               | —          | 2× Gold2   | 5× Platin5   | —           | 60.000     | Einzelnachweise      |
| Schweden (IFPI)                                                                              | —          | Gold1      | —            | —           | 60.000     | sverigetopplistan.se |
| Schweiz (IFPI)                                                                               | —          | 2× Gold2   | Platin1      | —           | 60.000     | hitparade.ch         |
| Spanien (Promusicae)                                                                         | —          | 3× Gold3   | —            | —           | 90.000     | elportaldemusica.es  |
| Südafrika (RISA)                                                                             | —          | Gold1      | —            | —           | 20.000     | Einzelnachweise      |
| Ungarn (MAHASZ)                                                                              | —          | Gold1      | —            | —           | 2.000      | slagerlistak.hu      |
| Vereinigte Staaten (RIAA)                                                                    | —          | 10× Gold10 | 20× Platin20 | —           | 25.000.000 | riaa.com             |
| Vereinigtes Königreich (BPI)                                                                 | 9× Silber9 | 6× Gold6   | 3× Platin3   | —           | 4.960.000  | bpi.co.uk            |
| Zentralamerika (CFC)                                                                         | —          | Gold1      | Platin1      | —           | 105.000    | cfc-musica.com       |
| Insgesamt                                                                                    | 9× Silber9 | 71× Gold71 | 95× Platin95 | 2× Diamant2 |            |                      |